# Antōnīs Fōtsīs
Antōnīs Fōtsīs (in greco Αντώνης Φώτσης?; Atene, 2 aprile 1981) è un cestista greco.

## Carriera
Ala grande di 2,09 metri per circa 113 chili di peso, è stato il primo giocatore greco ad aver indossato la maglia di una squadra NBA, disputando la stagione 2001-02 con i Memphis Grizzlies; in un incontro con gli Orlando Magic segnò il suo massimo in carriera nell'NBA, realizzando 21 punti.
Proveniente dal Panathinaikos di Atene, dopo l'esperienza negli Stati Uniti Fotsis è approdato nel 2003 al Real Madrid per 2 stagioni, aggirandosi attorno ai 10 punti di media a partita.
Nel 2006-07 ha giocato con la Dinamo Mosca segnando 11,2 punti a partita nel campionato russo e ben 13,8 in Eurolega. Proprio in Eurolega, è stato protagonista di un'eccezionale performance il 21 marzo 2007: in una partita fra Dinamo Mosca e Benetton Treviso valida per l'accesso ai quarti di finale, Fotsis segnò 22 punti e catturò la bellezza di 24 rimbalzi, nuovo record per una partita di Eurolega; la Dinamo vinse per 68-65 all'overtime. Nella stagione 2008-09 torna a giocare per il Panathinaikos B.C. con cui vince l'Eurolega.
Con la nazionale di pallacanestro della Grecia ha vinto la medaglia d'argento ai campionati mondiali del 2006.
Il 1º luglio 2011 diventa ufficialmente un giocatore dell'Olimpia Armani Jeans Milano.
Al termine del contratto biennale che lo legava all'Olimpia Milano, nella stagione 2013-2014 torna al Panathinaikos per concludere la carriera.
Il 2 agosto 2017 si ritira dal basket professionistico per tornare a vestire la maglia dell'Īlysiakos, la squadra con cui ha iniziato la sua carriera a livello amatoriale.

## Statistiche

### NBA

#### Regular Season
| Anno      | Squadra           | PG | PT | MP   | TC%  | 3P%  | TL%  | RP  | AP  | PRP | SP  | PP  |
| --------- | ----------------- | -- | -- | ---- | ---- | ---- | ---- | --- | --- | --- | --- | --- |
| 2001-2002 | Memphis Grizzlies | 28 | 1  | 11,4 | 40,4 | 30,4 | 85,0 | 2,2 | 0,4 | 0,3 | 0,4 | 3,9 |
| Carriera  | Carriera          | 28 | 1  | 11,4 | 40,4 | 30,4 | 85,0 | 2,2 | 0,4 | 0,3 | 0,4 | 3,9 |

### Eurolega
| Anno       | Squadra        | PG  | PT  | MP   | TC%  | 3P%  | TL%  | RP  | AP  | PRP | SP  | PP   |
| ---------- | -------------- | --- | --- | ---- | ---- | ---- | ---- | --- | --- | --- | --- | ---- |
| 2002-2003  | Panathīnaïkos  | 20  | 15  | 28,2 | 51,0 | 46,7 | 88,5 | 5,6 | 1,1 | 1,2 | 0,6 | 14,4 |
| 2004-2005  | Real Madrid    | 16  | 6   | 19,0 | 46,0 | 36,4 | 64,9 | 3,6 | 0,5 | 0,6 | 0,5 | 7,2  |
| 2006-2007  | Dinamo Mosca   | 22  | 22  | 30,5 | 48,3 | 44,3 | 84,7 | 7,0 | 0,7 | 1,0 | 0,6 | 13,8 |
| 2008-2009† | Panathīnaïkos  | 22  | 9   | 23,9 | 50,9 | 43,3 | 71,4 | 4,7 | 0,7 | 0,8 | 0,6 | 7,2  |
| 2009-2010  | Panathīnaïkos  | 16  | 13  | 23,4 | 50,7 | 31,2 | 82,6 | 5,5 | 0,6 | 0,4 | 0,7 | 6,2  |
| 2010-2011† | Panathīnaïkos  | 22  | 16  | 24,2 | 53,0 | 38,0 | 64,7 | 5,1 | 0,8 | 0,8 | 0,7 | 8,4  |
| 2011-2012  | Olimpia Milano | 16  | 15  | 24,4 | 47,2 | 36,2 | 73,7 | 4,9 | 0,9 | 0,6 | 0,4 | 8,4  |
| 2012-2013  | Olimpia Milano | 10  | 10  | 25,4 | 42,9 | 41,5 | 100  | 4,2 | 1,0 | 0,6 | 0,1 | 7,5  |
| 2013-2014  | Panathīnaïkos  | 29  | 12  | 23,4 | 41,3 | 35,8 | 79,3 | 4,3 | 0,7 | 0,3 | 0,2 | 6,0  |
| 2014-2015  | Panathīnaïkos  | 27  | 11  | 23,5 | 56,4 | 50,6 | 73,3 | 4,1 | 0,8 | 0,4 | 0,2 | 7,7  |
| 2015-2016  | Panathīnaïkos  | 26  | 1   | 16,3 | 45,5 | 40,3 | 75,0 | 3,1 | 0,7 | 0,3 | 0,1 | 4,8  |
| 2016-2017  | Panathīnaïkos  | 24  | 4   | 12,3 | 39,1 | 32,3 | 80,0 | 2,4 | 0,2 | 0,1 | 0,1 | 2,1  |
| Carriera   | Carriera       | 250 | 134 | 22,6 | 48,5 | 40,8 | 77,7 | 4,5 | 0,7 | 0,6 | 0,4 | 7,7  |

## Palmarès

### Competizioni nazionali
- Campionato greco: 10

Panathinaikos: 1997-98, 1998-99, 1999-2000, 2000-01, 2002-03, 2008-09, 2009-10, 2010-11, 2013-14, 2016-17
- Coppa di Grecia: 6

Panathinaikos: 2002-03, 2008-09, 2013-14, 2014-15, 2015-16, 2016-17
- Campionato spagnolo: 1

Real Madrid: 2004-05

### Competizioni internazionali
- Coppa dei Campioni - Eurolega: 3

Panathinaikos: 1999-2000, 2008-09, 2010-11
- ULEB Cup: 1

Dinamo Mosca: 2005-06

### Nazionale
- Europei:

 Serbia e Montenegro 2005
 Polonia 2009
- Mondiali:

 Giappone 2006